# 미호생활
《미호생활》(美好生活)은 2018년 방송되었던 중국의 드라마이다.

## 소개
- 불의의 사고로 남편을 잃은 여자와 죽은 남편의 심장을 이식받은 남자의 이야기를 다룬 드라마

## 등장 인물
- 장자이 - 서천 역
- 리샤오란 - 양효혜 역
- 쑹단단 - 도미란 역
- 우리 (牛莉) - 소백 역
- 이내문 (李乃文) - 황호달 역
- 신바이칭 - 변자군 역
- 장옌 - 서두두 역
- 악여은 (岳以恩) - 가소타 역
- 진미기 (Maggie Chan) - 류란지 역